# Hydrophoria pronata
Hydrophoria pronata är en tvåvingeart som beskrevs av Fan och Qian 1984. Hydrophoria pronata ingår i släktet Hydrophoria och familjen blomsterflugor. Inga underarter finns listade i Catalogue of Life.